# Estátua da Liberdade (Capitólio)
A Estátua da Liberdade (Statue of Freedom, em inglês), às vezes chamada, Armed Freedom (Liberdade Armada), ou simplesmente, Freedom (Liberdade), é uma estátua de bronze feita por Thomas Crawford que, desde 1863, está sobre a cúpula do Capitólio dos Estados Unidos, em Washington, D.C.. O  nome original da estátua era Freedom Triumphant in War and Peace (Liberdade Triunfante na Guerra e na Paz), mas algumas publicações sugerem que o verdadeiro nome "é oficialmente conhecida como a "Statue of Freedom."

## Descrição
A liberdade é uma figura feminina alegórica que detém embainhada uma espada na mão direita e uma coroa de flores de louro, o escudo da vitória dos Estados Unidos, com suas treze listras, na mão esquerda. Ela usa um capacete enfeitado com estrelas e uma águia na cabeça. Um broche inscrito "U.S." prende as franjas do seu roupão. Ela fica sobre um globo em ferro fundido, rodeado com o lema Nacional, E pluribus Unum (do Latim, "Entre muitos, Um"). A parte de baixo da base é decorada com fasces.  A estátua de bronze possui  6 m de altura e pesa aproximadamente 6.800 kg. Sua crista sobe 288 pés (88 m) acima do lado oriental da praça.